# Nikolaus Prugger
Ne doit pas être confondu avec Thomas Prugger.
Nikolaus Prugger (également orthographié Prucker, Brucker, Bruckher) né vers 1620 à Trudering (maintenant dans la commune de Munich) et mort le 24 mars 1694 à Munich, est un peintre allemand.

## Biographie
Fils d'un agriculteur, Prugger est remarqué, lors d'une procession, par l'archiduchesse Marie-Anne d'Autriche qui prend en charge son éducation. L'électeur palatin Maximilien Ier de Bavière, époux de Marie-Anne, lui permet de suivre une formation de peintre, ce qui le conduit notamment à séjourner en Italie. À partir de 1644, Nikolaus Prugger est peintre de cour (Hofmaler) et aussi professeur de dessin du futur électeur palatin Ferdinand-Marie de Bavière (1636-1679). Ce dernier lui fait cadeau d'une maison dans la Theatinerstraße. Prugger peint principalement des portraits de la famille régnante, des retables et des portraits miniatures. Souvent, ces tableaux sont peints d'après des modèles déjà existants. Au Château de Schleissheim sont conservés une série de petits et grands portraits de la famille princière, mais aussi le duc Antoine de Lorraine, sa femme Renée de Bourbon-Montpensier, leur fils François Ier de Lorraine, Renée de Lorraine sa fille. Trois autres tableaux représentent Maximilien Ier de Bavière, sa première femme Élisabeth de Lorraine et sa deuxième femme Marie-Anne d'Autriche. Un autre portrait de Maximilien Ier est à la Alte Pinakothek. Comme tout peintre de cour, il est également chargé de plus de peintures de natures mortes, de miniatures, comme des écussons ou des enluminures, et il participe occasionnellement aux travaux de décoration pour les fêtes, et à la fin de sa vie à de simples travaux de dorure.
En 1656, Prugger reçoit le privilège d'exercer toutes les activités d'un membre de la guilde des peintres, dont il ne peut faire partie en tant que peintre de cour. Il peut désormais aussi peindre des retables pour des églises bavaroises, comme l'église du couvent d'Altötting (1657), église Saint-Pierre de Munich (vers 1670) et l'abbaye de Tegernsee (1674) un Thomas de Vio ou Cajétan dans l'église du château. Un tableau représentant saint Corbinien est conservé dans la partie supérieure d'un autel latéral de l'église Saint-Pierre et un saint Gall sur l’autel Érasme de l'église Saint-Pierre. 
Pendant longtemps, Prugger est tenu en haute estime, mais vers la fin de sa vie il a des difficultés financières, et il est rapidement oublié après sa mort. Les œuvres de Prugger se trouvent aujourd'hui dans la Alte Pinakothek de Munich, au Bayerisches Nationalmuseum, au Château de Schleissheim, à la Résidence de Munich et dans l'église Saint-Pierre de Munich.
Une rue à Trudering, porte le nom Nikolaus-Prugger-Weg.

## Famille
Prugger a été marié deux fois. Avec sa première femme il a sept filles. De sa deuxième femme on ne connaît que le prénom. 
Par sa fille Maria Theresia (* 1657 † 1719 Sulzbach), elle-même peintre de miniatures et qui épouse Hans Georg Asam en 1680, Prugger est le grand-père des Frères Asam. Une autre de ses filles, Anna Maria, épouse en 1696 le sculpteur Franz Ableitner (1652-1728), un des fils du sculpteur de cour Balthasar Ableithner (de). Clara se marie en 1674 avec le peintre Caspar Gottfried Stuber (1651-1724), le peintre Nikolaus Gottfried Stuber est donc le petit-fils de Prugger.